# François Barbé-Marbois

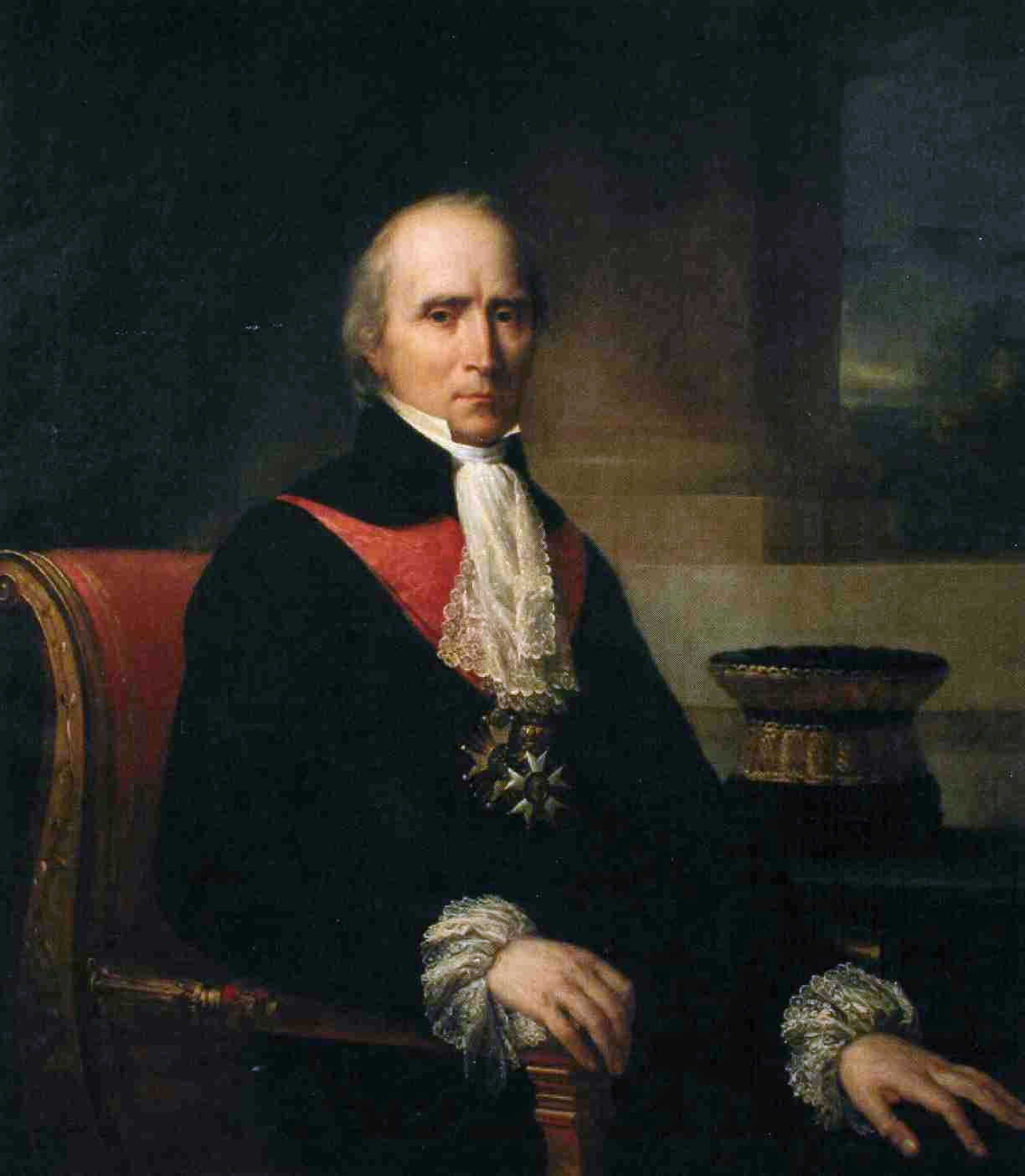
François Marquis de Barbé-Marbois (Gemälde von Jean François Boisselat)

François Marquis de Barbé-Marbois (* 31. Januar 1745 in Metz; † 12. Februar 1837 in Paris) war ein französischer Politiker.

## Leben
Barbé-Marbois war der Sohn eines ehemaligen Großhändlers. Unterstützt durch den Marquis de Castries, dessen Kinder er betreute, trat er in den diplomatischen Dienst ein und war von 1768 bis 1779 in Regensburg, Dresden und am kurbayerischen Hof in München als Gesandtschaftssekretär und Chargé d’Affaires eingesetzt. 1777 wurde er zum ordentlichen Mitglied der Bayerischen Akademie der Wissenschaften gewählt. Als sein Vorgesetzter zum Minister der Vereinigten Staaten ernannt wurde, hatte er die Gelegenheit, diesen nach Philadelphia zu begleiten. Zu Beginn der Unabhängigkeitsbewegung wurde er ein Freund von George Washington und heiratete im Jahr 1784 die Tochter von William Moore, eines Kaufmanns und Bankiers, der zudem Vorsitzender des Executive Council of Pennsylvania war.
Barbé-Marbois wurde mit der Aufgabe betraut, die acht französischen Konsulate von Boston bis Charleston zu organisieren. Mit der Protektion durch den Marquis de Castries (inzwischen Marschall und Marineminister) und Anne César de La Luzerne (Bruder von César Henri de La Luzerne, dem Gouverneur der Iles-sous-le-Vent) wurde er 1785 mit der Position des Generalsuperintendenten der Kolonie Saint-Domingue versehen. Die weiße Bevölkerung der Insel lehnte sich gegen die Maßnahmen auf, die Ludwig XVI. zugunsten der dunkelhäutigen Bevölkerung in Kraft gesetzt hatte. Sie stritten beispielsweise für den Erhalt der exklusiven Rechte des Mehlhandels, da die aus Frankreich importierten Waren oftmals mehr als doppelt so teuer verkauft wurden, wie die einheimischen Produkte. Daher hatte Barbé-Marbois keinen leichten Stand bei den Siedlern, zumal er genau in der Zeit des Aufstandes am 26. Oktober 1789 dort eintraf.
Als er im Alter von 44 Jahren nach Frankreich zurückkehrte, verlor er zudem den bisherigen Beschützer Saint-Domingues, den Marquis de La Luzerne, der 1791 in London starb. Ohne seinen bisherigen Vorgesetzten wurde er zunächst als Bevollmächtigter im Amt für auswärtige Angelegenheiten nach Regensburg und anschließend nach Wien entsandt. Beim Ausbruch des Krieges quittierte er für drei Jahre den Dienst, unter anderem, um seine Erinnerungen aufzuschreiben.
1795 wurde er mit der Unterstützung seines Schwagers Franz Christoph Kellermann, der seine Schwester geheiratet hatte, zum Bürgermeister von Metz ernannt. Im Oktober des Jahres wurde er zudem in den Ältestenrat (eine Kammer des Parlaments während des Direktoriums) gewählt, wo er einen ausgesprochen reaktionären Haltung nahm. Diese brachte ihn in Verdacht, ein Royalist zu sein, obwohl er eine Lobrede auf Napoleons Erfolg in Italien gehalten hatte. Nach dem Staatsstreich des 18. Fructidor V (4. September 1797) wurde er verhaftet und nach Sinnamary (Französisch-Guayana) deportiert. Seine Erfahrungen im tropischen Klima kamen ihm hier zugute, so dass er diese Zeit besser überstand als einige seiner Gefährten. Seine Frau verblieb in Frankreich und starb im Jahre 1834.
1799 kam er auf die Île d’Oléron. Nach dem Staatsstreich des 18. Brumaire VIII (9. November 1799), durch den Napoleon an die Macht kam, verdankte er dem neuen Herrscher seine Freiheit. Während seiner Zeit in Ältestenrat hatte sich Barbé-Marbois mit Charles-François Lebrun angefreundet, der sich an ihn erinnerte. Durch seine internationale Erfahrung wurde er nach dem Tode von Bertrand Dufresne im Februar 1801, unter dem Schutz Lebruns als „Directeur du Trésor public“ (Direktor des öffentlichen Schatzamtes) eingesetzt. 1802 wurde Barbé-Marbois, der als gewissenhaft und ehrlich galt, Senator. 1803 verhandelte er den Louisiana Purchase, durch den große Gebiete in Nordamerika an die Vereinigten Staaten verkauft wurden. Napoleon belohnte ihn dafür mit 152.000 Francs. 1805 wurde er Offizier der Ehrenlegion und Graf. Das Scheitern in der Schlacht von Trafalgar am 21. Oktober 1805 führte am 27. Januar 1806 zur Entlassung von Barbé-Marbois. 1808 wurde er Präsident des Rechnungshofes. Er half 1814 mit, die Abdankungsurkunde für den Kaiser aufzusetzen. Im Juni 1814 machte ihn Ludwig XVIII. zum Pair von Frankreich und bestätigte ihn in seinem Amt als Präsident des Rechnungshofes. Durch Napoleon während der Hundert Tage seiner Ämter beraubt, wurde er im August 1815 Justizminister in der Regierung des Duc de Richelieu. In diesem Amt versuchte er vergeblich, das Vertrauen der Ultra-Royalisten zu erhalten und trat nach neun Monaten am 10. Mai 1816 wieder zurück. Als Louis Philippe mit der Julimonarchie 1830 die Regierung übernahm, machte ihm Barbé-Marbois als Präsident des Rechnungshofes seine Aufwartung und wurde im Amt bestätigt. Dies war die sechste Regierung, der er bis zu seinem Ausscheiden aus dem Amt im April 1834 diente. 1816 wurde er Mitglied der Académie des Inscriptions et Belles-Lettres.

## Werke (Auswahl)
- Lettres Et Réponses Écrites à Madame La Marquise De Pompadour. depuis MDCCLIII. jusqu'à MDCCLXII. inclusivement. G. Owen & T. Cadell, London 1772 (Ausgabe gefälschter Briefe der Madame de Pompadour), OCLC 85877962.
- Mémoire laissé par M. Barbé de Marbois, intendant á Saint-Dominique. Paris 1790, OCLC 78611747.
- Mémoire et observations du sieur Barbé de Marbois, intendant des Isles-sous-le-Vent en 1786, 1787, 1788 et 1789, sur une dénonciation signée par treize de MM. les députés de Saint-Domingue et faite à l’Assemblée nationale au nom d’un des trois comités de la colonie. Knapen et fils, Paris 1790, OCLC 84774759.
- Réflexions sur la colonie de Saint-Domingue, ou, Examen approfondi des causes de sa ruine, et des mesures adoptées pour la rétablir: terminées par l'exposé rapide d’un plan d’organisation propre à lui rendre son ancienne splendeur …. Garnery, Paris 1796, OCLC 123428708, (books.google.com).
- De la Guyane, etc. 1822.
- Histoire de la Louisiane et de la cession de cette colonie par la France aux États-Unis de l’Amérique Septentrionale;: précédée d’un discours sur la constitution et le gouvernement des États-Unis. Firmin Didot, Paris 1829, OCLC 1687316.
- Journal d’un deportée non jugée. 2 Bände. 1834.